# Гаруда-пурана
«Гару́да-пура́на» — священный текст индуизма на санскрите, одна из восемнадцати основных пуран (называемых «махапуранами»). Принадлежит к группе вайшнавских пуран (наряду с «Вишну-пураной», «Нарада-пураной», «Бхагавата-пураной», «Падма-пураной» и «Вараха-пураной»). Это средняя по объёму пурана, состоящая из 19 000 шлок.

## Датировка
Является одной из поздних пуран, наиболее древние части ГП складывались в IV—VII вв., а окончательное оформление произошло в IX—X вв.

## Содержание
Состоит из следующих частей:
1. Ачара-канда или Карма-канда — правила поведения человека при жизни (состоит из 240 глав, или адхьяй).
2. Прета-канда или Дхарма-канда — о душах умерших и о дхарме (состоит из 49 глав).
3. Брахма-канда или Мокша-канда — рассказывает о Вишну и конечном освобождении от цепи перерождений (состоит из 129 глав).

В «Гаруда-пуране» изложены наставления Вишну своей вахане, птице Гаруде. В этой Пуране также обсуждаются такие предметы, как индуистская астрономия, медицина, санскритская грамматика и наука о драгоценных камнях, объясняющая их структуру и качества. В частности, в «Гаруда-пуране» описывается Наваратна, а также содержится подробное описание пути, который проделывает душа после смерти. В ней приводится подробный список наказаний, ожидающий душу в адских мирах за определённые виды греховной деятельности. Индуисты, как правило, декламируют «Гаруда-пурану» в ходе ритуала кремации усопших.

## Издания
- Govindarajan «Garuda Puranam», 1st edition. New Horizon,2007
- Garuḍa-purāṇa. Ed. by Panchanana Tarkaratna. Calcutta. 1890.
- Garuḍa-purāṇa. Ed. by Jivananda Vidyasagara. Calcutta, 1890.
- Garuḍa-purāṇa. Manuscript Form. Venkateswara. Bombay, 1906.
- Garuḍa-purāṇa. Ed. by Pandita Pustakaiaya. Kashi, 1963.
- Garuḍa-purāṇa. Ed. by Ramshankar Bhattacharya. Kashi, 1964 (Sanskrit Series — KSS 165).